# Callipseustes strigosa
Callipseustes strigosa är en fjärilsart som beskrevs av W. Warren 1904. Callipseustes strigosa ingår i släktet Callipseustes och familjen mätare. Inga underarter finns listade i Catalogue of Life.